# Stora Strömtjärnen
Stora Strömtjärnen är en sjö i Årjängs kommun i Värmland och ingår i Göta älvs huvudavrinningsområde. Sjön har en area på 0,056 kvadratkilometer och ligger 281,6 meter över havet.

## Delavrinningsområde
Stora Strömtjärnen ingår i det delavrinningsområde (660193-130187) som SMHI kallar för Utloppet av Stora Ristjärn. Medelhöjden är 263 meter över havet och ytan är 5,37 kvadratkilometer. Det finns ett avrinningsområde uppströms, och räknas det in blir den ackumulerade arean 17,64 kvadratkilometer. Barlindshultsälven som avvattnar avrinningsområdet har biflödesordning 4, vilket innebär att vattnet flödar genom totalt 4 vattendrag innan det når havet efter 289 kilometer. Avrinningsområdet består mestadels av skog (77 procent). Avrinningsområdet har 1,87 kvadratkilometer vattenytor vilket ger det en sjöprocent på 12,9 procent.